# Anthogorgia annectens
Anthogorgia annectens är en korallart som beskrevs av Thomson och Dean 1931. Anthogorgia annectens ingår i släktet Anthogorgia och familjen Acanthogorgiidae. Inga underarter finns listade i Catalogue of Life.